# المشهوث (النادرة)

تعديل مصدري - تعديل

المشهوث هي إحدى قرى عزلة العارضة بمديرية النادرة التابعة لمحافظة إب، بلغ تعداد سكانها 75 نسمة حسب تعداد اليمن لعام 2004.